# Іван Тайс
Іва́н Даніе́ль Тайс Ве́лес (ісп. Iván Daniel Thays Vélez; нар. 21 жовтня 1968, Ліма, Перу) — перуанський письменник.

## З життєпису
Закінчив філологічний факультет Католицького університету Перу у Лімі.
Від початку 1990-х років увійшов у літературу.
На телебаченні веде програму Марна праця.

## З доробку
Сам письменник називає себе послідовником Онетті. Його новели входять до репрезентативних зібрань латиноамериканської прози.
Бібліографія
- 1992: Las fotografías de Frances Farmer / Фотографії Френсіс Фармер (книга новел, перевид. 2000, 2001)
- 1995: Escena de caza / Сцена на полюванні (роман)
- 1999: El viaje interior / Подорож углиб себе (роман)
- 2000: La disciplina de la vanidad  / Наука марнославства (роман, фіналіст премії Ромуло Гальєгоса)
- 2009: Un lugar llamado Oreja de Perro / Містечко під назвою «Собаче вухо» (роман, фіналіст премії Ерральде; франц. пер. 2011)
- 2011: Un sueño fugaz / Минущий сон (роман)
- 2011: El orden de las cosas / Порядок речей (роман)

## Визнання
Премія принца Клауса (Нідерланди, 2000). У 2007 році, в рамках Міжнародного книжкового ярмарку в Боготі, Іван Тайс був включений до списку 39 найбільш значних письменників Латинської Америки у віці до 39 років..